# Prințul William Henry, Duce de Gloucester și Edinburgh
Prințul William, Duce de Gloucester și Edinburgh (William Henry; 25 noiembrie 1743 – 25 august 1805) a fost membru al familiei regale britanice, nepot al regelui George al II-lea și frate mai mic al regelui George al III-lea.